# Cao Nan
Cao Nan (ur. 2003) – chiński zapaśnik walczący w wolnym. Zajął 22. miejsce na mistrzostwach świata w 2023.
Piąty na mistrzostwach Azji w 2025. Mistrz Azji U-23 w 2024 i trzeci w 2025 roku.